# جان مارك مارتينيز
جان مارك مارتينيز (بالفرنسية: Jean-Marc Martinez) هو لاعب كرة قدم ومدرب كرة قدم فرنسي في مركز الوسط، ولد في 19 يناير 1956 في غليزان في الجزائر. لعب مع أولمبيك ليون وأولمبيك مارسيليا ونادي مارتيغ.

## وصلات خارجية
- جان مارك مارتينيز على موقع قاعدة بيانات كرة القدم.إي يو (الإنجليزية)